# Béla Tarr
Béla Tarr (Pécs, Hongria, 21 de juliol de 1955) és un director de cinema, guionista i productor hongarès.

## Filmografia

### Pel·lícules
- 1979: Családi tűzfészek
- 1981: Szabadgyalog
- 1982: Panelkapcsolat
- 1984: Őszi almanach
- 1987: Kárhozat
- 1994: Sátántangó
- 2000: Werckmeister harmóniák, en codirecció amb la directora i editora de cinema hongaresa Ágnes Hranitzky[1]
- 2007: A londoni férfi (traducció del títol: L'home de Londres, en codirecció amb Ágnes Hranitzky)[2][1]
- 2011: A torinói ló (El cavall de Torí), en codirecció amb Ágnes Hranitzky.[1]

### Pel·lícules de televisió
- 1982: Macbeth

### Curtmetratges
- 1978: Hotel Magnezit
- 1995: Utazás az alföldön
- 2004: «Prológus» («Pròleg»), episodi de Európa-képek (Visions d'Europa), en codirecció amb Ágnes Hranitzky.[1]

### Documentals
- 1990: City Life, episodi Az utolsó hajó
- 2019: Missing People (Gent desapareguda), documental rodat a Viena sobre sense sostres.[3]